# Pycreus waillyi
Pycreus waillyi är en halvgräsart som beskrevs av Henri Chermezon. Pycreus waillyi ingår i släktet Pycreus och familjen halvgräs. Inga underarter finns listade i Catalogue of Life.